# Megyery Sári
Megyery Sári (Balassagyarmat, 1897. július 28. – Párizs, 1983. február 5.) színésznő, író, költő, újságíró, Sacy von Blondel néven a némafilmkorszak sztárja. Negyvenkilenc magyar és német film női főszerepét játszotta el. Megyery István (1859–1931) jogász lánya és Megyery Ella (1889–1962) író, újságíró húga.

## Élete
Rózsahegyi Kálmán színészképzőjének tanulója volt, amikor 1916-ban Hevesi Sándor és ifj. Uher Ödön kiválasztották a Mire megvénülünk című Jókai-adaptáció egyik főszerepére Beregi Oszkár, Mátray Erzsi és Hollay Kamilla mellé. A film reklámhadjáratának megkezdése előtt találták ki számára a Sacy von Blondel művésznevet. A forgatás után Berlinbe szerződött, ahol a legnagyobb német filmgyár, az UFA (Universum Film AG) Fantomas-filmjeiben játszott. Igazán nagy nemzetközi sztárrá azonban nem vált, amit ő maga azzal magyarázott, hogy szépsége nem vetekedhetett Greta Garbóéval és Marlene Dietrichével, belső sugárzása, színészi eszköztára pedig Elisabeth Bergnerével. Erre az időszakra esett első, rövid házassága Gerőffy J. Béla (az Én is voltam jávorfácska... című memoárban: Gerey Imre) filmrendezővel, aki nem sokkal válásuk után öngyilkos lett. Megyery Sári 1932-ben vonult vissza a filmezéstől, számításai szerint negyvenkilenc főszerep eljátszása után. Hazatért Budapestre, és minden idejét az írásnak szentelte.
Első verseskötete Csak a fényre vigyázz! címmel, Molnár C. Pál illusztrációival jelent meg 1932-ben, a következő, az Adjátok azoknak című pedig Szőnyi István rajzaival 1935-ben. Ezekben az években Az Újság, a Pesti Napló, a Pester Lloyd és az Ünnep munkatársaként, a Színházi Élet kritikusaként dolgozott, számos próza- és lírakötete látott napvilágot. Művészetét érdeklődéssel figyelte Kosztolányi Dezső és a harmincas évek második felében szinte mesterévé lett Szabó Lőrinc, némi távolságtartással Márai Sándor, míg Török Sophie a verseket „lokálhangulatúnak” és „közhelyesnek”, a népszerű „...és könnyűnek találtatott” című regényt pedig „híg atmoszférájúnak” és „ép és értelmes mondatok nélkül” valónak minősítette a Nyugatban.
1938-ban Párizsban telepedett le, ahol egy évvel később feleségül ment André Lang újságíróhoz és színpadi szerzőhöz. 1955-ben tanári diplomát szerzett Cambridge-ben.
Itthoni újrafelfedezése magyarul 1979-ben és 1984-ben megjelent emlékiratainak köszönhető.

## Válogatott filmográfiája

### Filmjei Magyarországon
- Mire megvénülünk (1916)
- A rög (1920)
- A fogadalom (1920)
- Bilincsbevert folyam (1920)
- Lady Violetta (1922)
- A cigány (1925)
- Elhagyottak (1925)

### Filmjei Németországban
- Nirvana (1916)
- Der Freund des Fürsten (1916)
- Ramara (1916)
- Am Hochzeitsabend (1917)
- Der Erbe von Het-Steen (1917)
- Verworrene Wege (1918)
- Das Testament des Ive Sievers (1922)
- Der böse Geist Lumpacius Vagabundus (1922)
- Firnenrausch (1922)
- Die große Unbekannte (1923)

## Kötetei

### Regények
- Gál, a becsüs (Budapest, 1926)
- Sacy von Blondel: Túl a töltésen / A lovag úr; Színházi Élet, Budapest, 1931
- Mama karriert csinál (Budapest, 1932)
- „...és könnyűnek találtatott”; Nova, Budapest, 1934
- A szerelem a szerelmesé. Regény; Nova, Budapest, 1936
- Én; Vajna, Budapest, 1938
- De Uraim...! Könyv a férfiaknak; Vajna-Bokor, Budapest, 1942
- A vendég (Budapest, 1943)
- Une fée dans le maison (Párizs, 1958)
- A szerelem a szerelmesé; Gondolat, Budapest, 1991

### Verseskötetek
- Csak a fényre vigyázz! Sacy von Blondel versei; ill. Molnár C. Pál; Dick, Budapest, 1934
- Adjátok azoknak. Versek; ill. Szőnyi István; Nova, Budapest, 1935
- Te érted akartam. Versek; Vajna-Bokor, Budapest, 1940

### Visszaemlékezések
- Én is voltam jávorfácska... (Magvető, Budapest, 1975)
- Játékszerelem. Emlékek és portrék (Magvető, Budapest, 1984)

## Külső hivatkozások
- Életrajza a Színészkönyvtár.hu-n
- Magyar életrajzi lexikon IV: 1978–1991 (A–Z). Főszerk. Kenyeres Ágnes. Budapest: Akadémiai. 1994.  ISBN 963-05-6422-X